# 大蹼铃蟾
大蹼铃蟾（学名：Bombina maxima）为盘舌蟾科铃蟾属的两栖动物。在中国大陆，分布于四川、贵州、云南等地，常见于中山及亚高山区小山溪石下或与山溪相连的静水坑中。其生存的海拔范围为2000至3600米。该物种的模式产地在云南邓川。其种加词“maxima”意为“大的”。

## 保护
本种于2023年被收录入《有重要生态、科学、社会价值的陆生野生动物名录》。